# 藤原々々
藤原々々（ふじわらわらわら）は、日本の大阪府出身のイラストレーター・原画家である。

## 経歴・人物
現在のような絵を描くようになったのは20歳頃からで、絵の専門学校などに通ったことはないが、絵で食べていきたいとは思っていた。ソフパルに履歴書とイラストを送った結果、アルバイトとして雇ってもらい、その後原画を担当することになった。
原画作業については、集中力が続かないため線を描くだけで最後まで塗らなくていいところが好きだが、最後の結果が見えるまで時間がかかりモチベーションを保ちにくい点が嫌い。また他の作家との共同原画は、自分と他人の絵を比べて過剰に落ち込んでしまうので苦手という。

## 作品

### イラスト
- ぼくと魔女式アポカリプスシリーズ（水瀬葉月：著/電撃文庫（メディアワークス））
- ロンドンストーリーシリーズ（秋口ぎぐる：著/ファミ通文庫（エンターブレイン））
- がらくたのフロンティアシリーズ（師走トオル：著/富士見ミステリー文庫（富士見書房））
- ヒトカケラ（星家なこ：著/MF文庫J（メディアファクトリー））

### ゲーム

#### PULLTOP
- 夏少女
- ゆのはな
- 遥かに仰ぎ、麗しの
- しろくまベルスターズ♪

#### ユニゾンシフト
- innocent Eye's
- 胸キュン! はぁとふるCafe
- 萌キュン! ゆにっ娘ま〜じゃん

#### サイバーフロント
- リトルウィッチ パルフェ 黒猫魔法店物語

#### ういんどみるOasis
- 春風センセーション![2]

### イラスト集
- 藤原々々公式ビジュアルコレクション（ユニゾンシフト ISBN 4758010048）

### 漫画
- はらすめんたりずむ（キャラ☆メル Febri Vol.1 - Vol.2）（一迅社）
  - Vol.3以降、体調不良や作者都合による休載が続き、Vol.8で打ち切りとなった。